# Partido judicial de El Ejido
El partido judicial de El Ejido es el partido judicial n.º 7 de la provincia de Almería y  uno de los ocho partidos en los que se divide la provincia de Almería, en España.

## Ámbito geográfico
El ámbito territorial, que viene regulado por el Real Decreto 529/1983, de 9 de marzo, comprende los municipios de :
- El Ejido
- La Mojonera